# Sumer

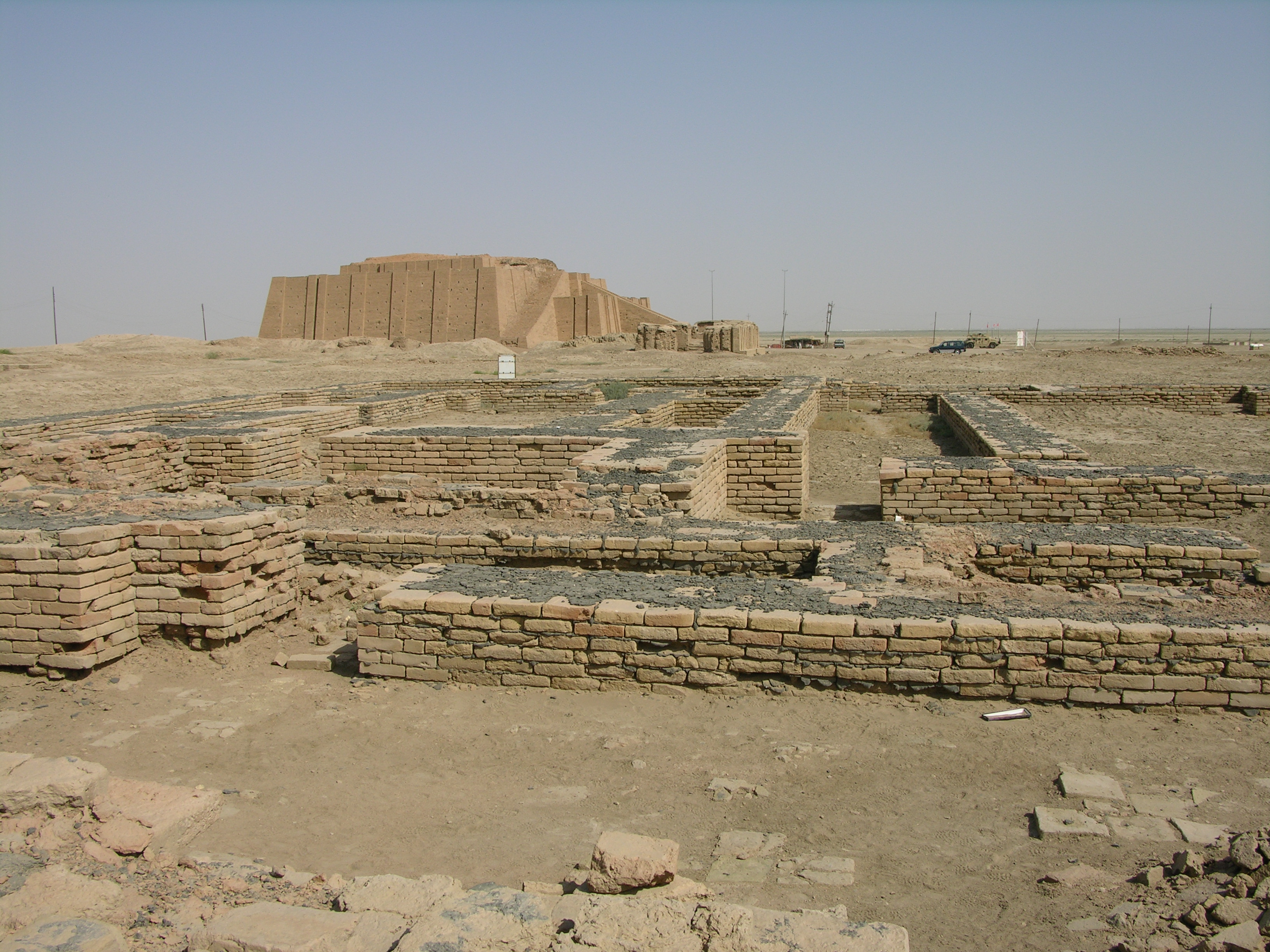
Ruinen von Ur

Karte von Sumer

Als Sumer bezeichnet man den südlichen Teil der Kulturlandschaft des unteren mesopotamischen Schwemmlandes, das sich zwischen dem antiken Nippur 180 km südlich der heutigen Stadt Bagdad und dem Persischen Golf erstreckte, dessen Küste damals etwas weiter nördlich lag als heute. In Sumer wurde erstmals in der Menschheitsgeschichte der Übergang zu einer Hochkultur vollzogen. Die Sumerer lebten in Stadtstaaten mit bis zu Zehntausenden von Einwohnern. Einige der ältesten Schriftstücke der Menschheit wurden in Sumer gefunden. Sie schrieben ihre keilschriftähnliche Bilderschrift zunächst auf Tontafeln, daraus entwickelte sich später eine Silbenschrift, die Keilschrift. Träger dieser Kultur war die Ethnie der Sumerer, wobei für die Zeit der Schrifterfindung um 3350 v. Chr. die ethnische Zuordnung noch diskutiert wird.
In der frühdynastischen Periode organisierten sich eine Reihe von Stadtstaaten, etwa 2800 v. Chr., zu dem Altsumerischen Reich unter wechselnden Stadtherrschern, folgende Städte waren u. a. hierin Adab, Eridu, Isin, Kiš, Ukulla, Lagasch, Larsa, Nippur, Ur und Uruk.
Die Vorgeschichte der Ethnie, die die sumerische Kultur prägte, ist weiter Gegenstand vieler Hypothesen. Lange Zeit galt es als sicher, dass die Sumerer kurz vor der Ausbildung einer Hochkultur oder sogar danach eingewandert seien. Dagegen wird heute vermehrt erwogen, dass die sumerische Bevölkerung bereits zu den Trägern der vorangehenden Obed-Kultur gehört hat. Eventuell lebten ihre Vorfahren in dem großen Flusstal, das bestand, ehe der persische Golf nach dem Ende der Eiszeit wieder überflutet wurde. Die Einwanderungstheorien benennen nicht alle eine spezielle Region und beruhen, wenn sie es tun, auf jeweils einer der zahllosen Verwandtschaftstheorien des Sumerischen, die alle recht spekulativ sind. Eine These nimmt die Einwanderung aus nordöstlichen Regionen an, etwa (sekundär) aus dem iranischen Hochland oder (primär) direkt aus der Kaukasus-Region.
Sumer war erst am Ende seiner Geschichte unter der 3. Dynastie von Ur (2112–2004) unter einer sumerischen Dynastie in einem Staat vereinigt, der aber über Sumer hinausreichte. Eine Hegemonie von Uruk über ganz Sumer in der frühen Zeit ist ebenfalls möglich, mangels aussagekräftiger schriftlicher Quellen aber nicht beweisbar. In der Zeit dazwischen bestand Sumer aus rivalisierenden Stadtstaaten, die teilweise in Städtebünden zusammengeschlossen waren oder von Mächten außerhalb Sumers dominiert wurden.
Die Besiedlung und die kulturellen Gegebenheiten werden anhand historischer Entwicklungen in sieben Epochen unterteilt:
- Obed-Zeit, um 5000–4100 v. Chr.[6][7]
- Uruk-Zeit, 4100–3200 v. Chr.[8]
- Ğemdet Nașr / Uruk III 3200-2900[9][10]
- Frühdynastische Zeit, 2900–2340 v. Chr.
- akkadische Zeit, 2340–2200 v. Chr.
- Gutäer-Zeit und 2. Dynastie von Lagasch, um 2200–2112 v. Chr.
- Ur-III-Zeit  (auch als sumerische Renaissance bekannt), 2112–2004 v. Chr.

## Name
Die Eigenbezeichnung der Sumerer für dieses Land lautete ki-en-gir, ihre Sprache nannten sie emegi(r), was das „Land der edlen Herren“ (sumerisch: 𒆠 𒂗 𒄀), in lateinischen Buchstaben: ki-en-gi (-r) bedeutet, wörtlich „Land“ + „Herren“ + „Edel“. Ihre Sprache „Emegir“ (sumerisch: 𒅴𒂠, lateinische Schrift: eme-g̃ir oder 𒅴𒄀 eme-gi).
Die Bezeichnung Sumer geht hingegen auf das akkadische Wort šumerum zurück, welches sowohl das Land als auch die Bewohner des südlichsten Mesopotamiens bezeichnete. Sie begegnet vor allem in Königstiteln der altbabylonischen Zeit, als sich die Herrscher als „König von Sumer und Akkad“ bezeichneten. Diese auch schon im 3. Jahrtausend v. Chr. in sumerischer Sprache bezeugte Bezeichnung (lugal kiengi(r) ki-uri) drückt dabei den Anspruch auf Herrschaft über das gesamte, später Babylonien genannte, südliche Mesopotamien aus, das neben dem südlichen Teil Sumer auch einen nördlichen Teil, in Anlehnung an das Reich von Akkade, Akkad genannt, hatte. Nachdem im 19. Jahrhundert zunächst die akkadische Sprache rekonstruiert worden war, bürgerte sich das akkadische Wort zur Bezeichnung der sumerischen Sprache ein, die aus den akkadischen Quellen erschlossen werden konnte.

## Naturräumliche Gegebenheiten
Das Land Sumer liegt heute mehrheitlich im südlichen Staatsgebiet des Iraks, im Schwemmgebiet der Flüsse Euphrat und Tigris. Diese Region ist besonders vom küstennahen Marschland geprägt, wobei die Golfküste in der Antike deutlich weiter landeinwärts lag und sich seitdem durch Sedimentablagerungen der Flüsse immer weiter nach Südosten zurückgezogen hat. Ebendiese Sedimente bilden fruchtbare Böden, die sich grundsätzlich für den Anbau von Kulturpflanzen eignen. Aufgrund dort niedriger und variabler Niederschläge ist dies jedoch nur in der Nähe der Flussläufe oder durch künstliche Bewässerung möglich. Anders als in Ägypten stellt sich die Frühjahrsflut jedoch recht spät ein und konnte so die Ernte gefährden. Außerdem sorgen hohe Temperaturen für große Verdunstungsmengen. Der daraus resultierenden Versalzung kann nur durch ein Ausschwemmen der Böden und durch eine Brachenwirtschaft entgegengewirkt werden.
Entgegen seinem landwirtschaftlichen Potenzial (Getreide, Flachs, Dattelpalmen, Rinder, Schafe, Fischfang etc.) verfügt das Land Sumer über nahezu keine Bodenschätze. Weder Gesteine noch Metalle sind vor Ort verfügbar, so dass sie von weit her importiert werden mussten, dasselbe gilt auch für Bauhölzer. Wichtigste Baumaterialien waren daher der überall verfügbare Lehm, Schilf (Reet) sowie Erdpeche.

## Klassifizierung und Vergleich der Kulturen, Klimatische Gegebenheiten

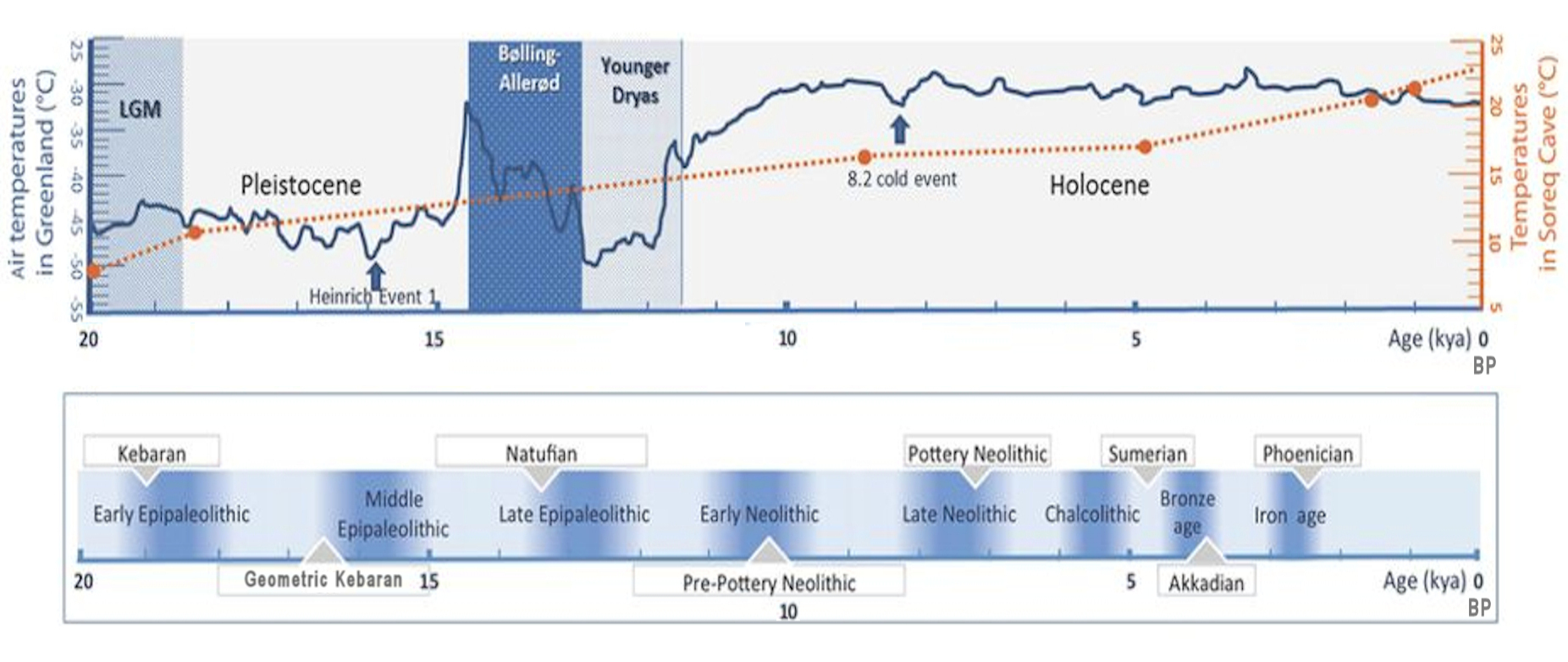
Klima und postglaziale Expansion im Nahen Osten (in BP).

Durch Untersuchungen von Konfirst (2012) deutet sich eine lange Zeit trockeneren Wetters im Nahen Osten und Mesopotamien vor etwa 4.200 Jahren an. Diese Klimaanomalie führte dazu, dass der jährliche Niederschlag in dieser Region und in der Anzahl der Niederschläge erheblich abnahm. In der Folge wurden 74 Prozent der alten mesopotamischen Siedlungen aufgegeben, wodurch sich das besiedelte Gebiet um 93 Prozent reduzierte.
Die Zeitangaben sind ungefähre, genaueres in den einzelnen Artikeln. Im Anschluss an die Bronzezeit folgte die Eisenzeit.

## Geschichte

### 6. Jahrtausend v. Chr. (Keramisches Neolithikum)
Ab wann das als Sumer bezeichnete Land von Menschen regulär besiedelt wurde, ist bis heute nicht endgültig geklärt. Älteste Siedlungsreste stammen aus dem 6. Jahrtausend v. Chr., wobei eventuelle frühere Besiedlungen aufgrund der Mächtigkeit der durch die Flüsse abgelagerten Sedimente und des im Südirak hohen Grundwasserspiegels der Archäologie bisher nicht zugänglich sind. Von diesen frühesten Siedlungsspuren ausgehend ist jedoch eine mehr oder weniger kontinuierliche Entwicklung hin zu größeren Sozialwesen nachvollziehbar, die im späten 4. Jahrtausend v. Chr. mit der Entstehung der ersten weit über den Maßstab dörflicher Siedlungen hinausgehenden Stadt in Uruk ihren ersten Höhepunkt fand.

### Zweite Hälfte des 4. Jahrtausends
Die Stadt Uruk bekommt eine über Sumer weit hinausreichende Bedeutung. Aufgrund von Pflanzstädten wurde der nicht unumstrittene Begriff „Uruk World System“ für so etwas wie ein mutmaßliches Kolonialreich geprägt. Im zentralen Eanna-Bezirk von Uruk entsteht eine sehr vielfältige, bis heute funktional nicht abschließend gedeutete Monumentalarchitektur, die in ihrer Komplexität und Größe an mittelalterliche Kathedralen erinnert. In der Schicht Archaisch IVa wurden die ältesten Tontafeln mit Schrift gefunden. Sie wurden unter anderem in den Resten eines großen Gebäudes gefunden, für das C14-Daten zwischen 3500 und 3310 v. Chr. vorliegen. Da das Gebäude eine Weile gestanden hat und die Erfindung der Schrift vor seiner Zerstörung stattgefunden haben muss, kann die älteste Schrift auf etwa 3350 v. Chr. datiert werden. In der unmittelbar folgenden Schicht Uruk III wurde der gesamte zentrale Eanna-Komplex radikal umgestaltet, ohne dass wir wüssten, welche historischen Veränderungen sich dahinter verbergen.

### 3. Jahrtausend v. Chr. (Chalkolithikum)
Während die Schrift im ausgehenden 4. Jahrtausend nur ökonomische Texte und verschiedene Listen und wahrscheinlich einen einzigen literarischen Text umfasste, beginnen die Texte im Laufe des 3. Jahrtausend v. Chr. vielfältiger zu werden. Da nun gelegentlich auch grammatische Elemente aufgezeichnet werden, sowie verständliche Personennamen und Götternamen, ist nun sicher, dass die Sprache der Texte Sumerisch ist. Uruk erhält nun seine berühmte große Stadtmauer mit über 900 Bastionen, deren Bau später dem König Gilgamesch zugeschrieben wird. Da es um diese Zeit noch keine Inschriften von Herrschern gibt, kann dies aus zeitgenössischen Quellen nicht bestätigt werden. Wichtige Städte und meistens Stadtstaaten in Sumer sind Adab, Eridu, Isin, Kiš, Kullaba (Teil von Uruk), Lagaš, Larsa, Nippur, Ur und Uruk. In diesen Städten herrschten lokale Dynastien, die oft auch miteinander im Konflikt lagen, wie es etwa die Inschrift der Geierstele bezeugt. Die deutlich jüngere sumerische Königsliste suggeriert den Eindruck, dass diese Dynastien einander abgewechselt hätten und so ein „abstraktes Königtum über ein altsumerisches Reich“ bestanden und von je einer Dynastie ausgeübt worden sei. Dabei handelt es sich jedoch um keine historisch korrekte Darstellung.
In der zweiten Hälfte des 3. Jahrtausends kam es erstmals zur Ausbildung eines Territorialstaates. Diese Bestrebungen wurden vor allem von Sargon von Akkad betrieben, der von sich selbst behauptete, ganz Mesopotamien unter seine Kontrolle gebracht zu haben. Infolge diverser lokaler Unruhen, des Eindringens der Gutäer genannten Völker und eventueller klimatischer Veränderungen ging dieser erste Flächenstaat im frühen 22. Jahrhundert v. Chr. endgültig unter. Die sumerische Schrift entwickelte sich aus einer Wortschrift in eine gemischte Wort- und Silbenschrift. Während zunächst noch Linien gezogen wurden, drückten die Schreiber später einen speziell geformten Griffel nur noch in Ton, wodurch das charakteristische Bild von Keilen und Winkelhaken entstand. Dies führte zur modernen Bezeichnung Keilschrift. Durch Trocknen wurde der Ton hart. Nur in ganz seltenen Fällen wurde der Ton in der Antike gebrannt. Da Tontafeln ein sehr haltbares Material sind, ist heute über Sumer und die folgenden Epochen weit mehr bekannt als über andere ungefähr gleichzeitige Kulturen.

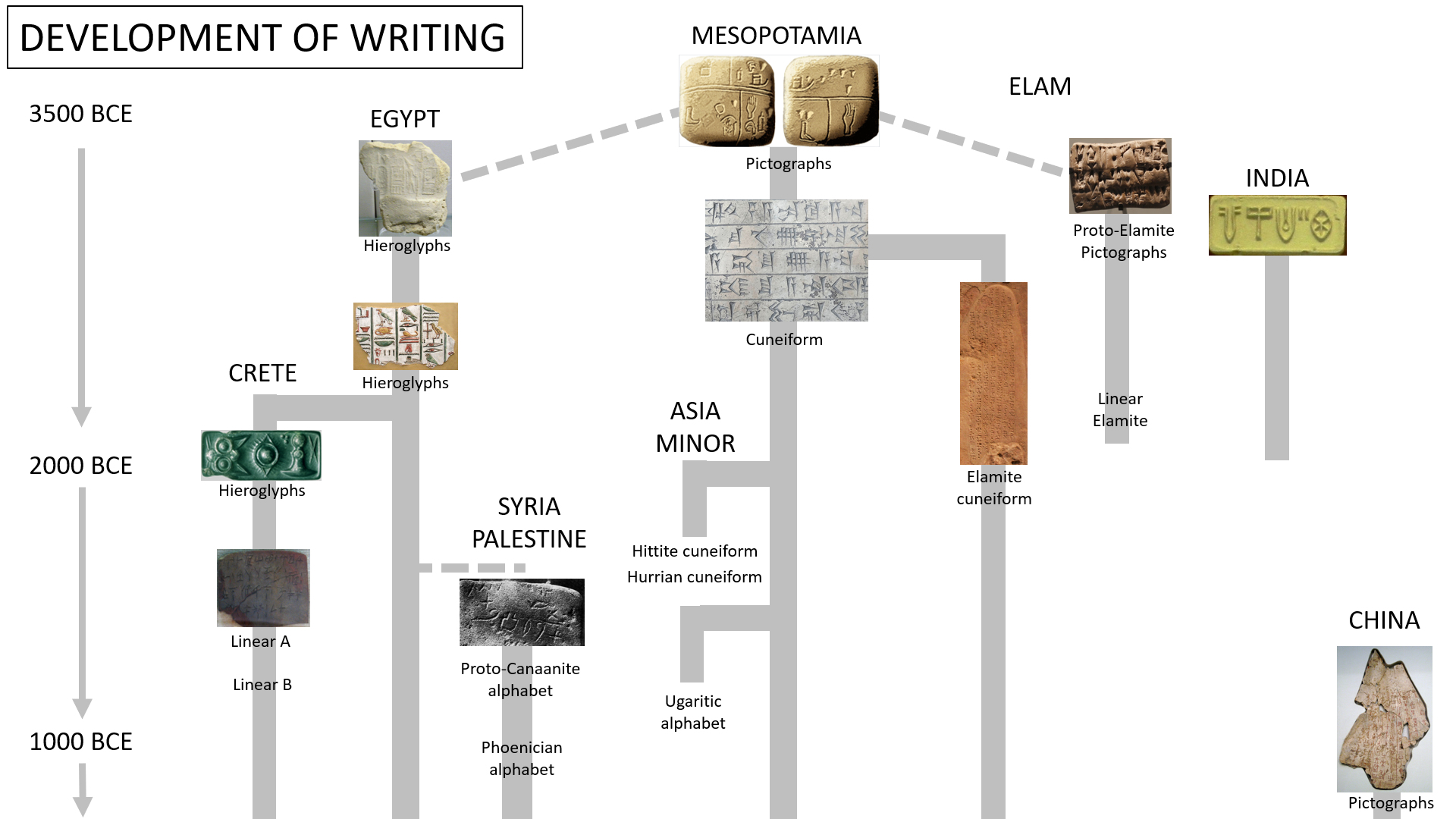
Rekonstruktion der Entwicklung des Schreibens. Mit der Hypothese, dass die sumerische Keilschrift der Ursprung vieler Schriftsysteme sei.

### Ende 3. und Anfang 2. Jahrtausend v. Chr. (Frühbronzezeit)
In der Folgezeit bestanden wieder vorrangig Stadtstaaten, bis nach rund einem Jahrhundert der Herrscher von Uruk größere Landesteile unter seine Kontrolle bringen konnte und damit Vorreiter für die 3. Dynastie von Ur wurde. Die 3. Dynastie von Ur herrschte wieder über einen großen Territorialstaat. Ihr Begründer Ur-Nammu war der erste Herrscher, der seine Herrschaft auch auf geschriebene Gesetze gründete. Dieser Staat bestand für etwas mehr als 100 Jahre und ging dann im Zuge von Überfällen der Elamer aus dem heutigen Iran unter. Die Bevölkerungszahl ging zurück. In die frei werdenden Gebiete wanderten Amurriter von Norden her ein und ergriffen die Macht im Land, bis schließlich Hammurapi I. von Babylon wieder ein großes Reich errichten konnte. Nach dem Ende des Reiches von Ur III starb vermutlich innerhalb weniger Jahrzehnte, das Sumerische als Umgangssprache aus. Nach einer Hypothese von Walther Sallaberger war eine Veränderung des Laufes des Tigris in einem bereits schwierigen historischen Umfeld letztendlich ausschlaggebend, weil Gebiete verlassen werden mussten, in denen das Sumerische noch stark verankert war. Zum Teil wird aber auch ein früheres oder späteres Aussterben des Sumerischen angenommen. Mit dem Ende des Sumerischen als Umgangssprache kann man auch die sumerische Geschichte enden lassen, auch wenn die Bezeichnung Sumer noch gelegentlich für das südliche Mesopotamien gebraucht wurde. Das Sumerische wurde als Umgangssprache durch die semitische Akkadische Sprache ersetzt, die selbst später erst durch die Aramäische Sprache und schließlich durch die Arabische Sprache ersetzt wurde. Als eine Sprache mit hohem Prestige wurde Sumerisch von den Schreibern noch weiter gelernt, lange Zeit gelegentlich für offizielle Inschriften verwendet und außerdem in Kult und Magie. Dieses Nachleben des Sumerischen dauerte fast zwei Jahrtausende.

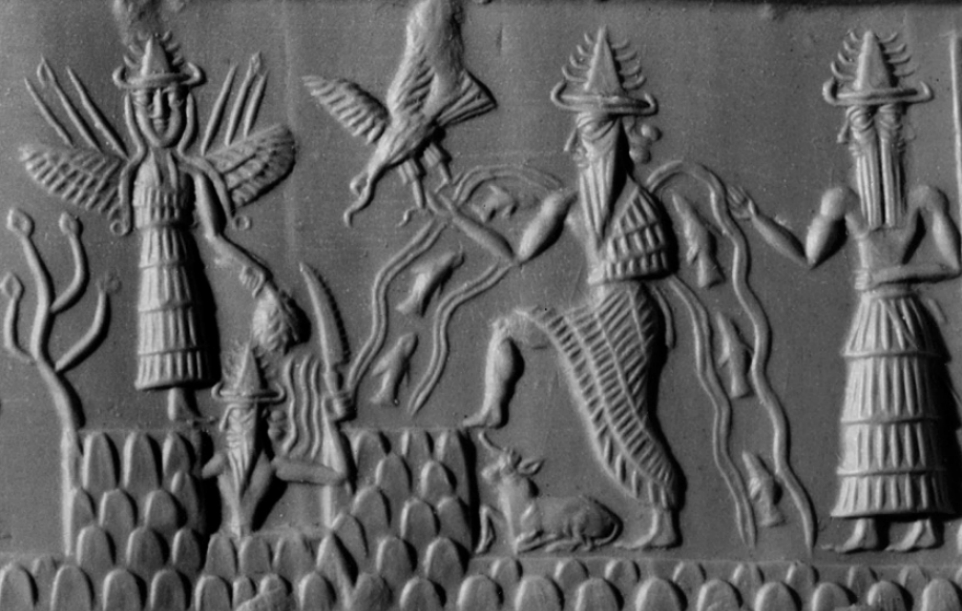
Detail des sumerisch-akkadischen Adda-Siegels. An ihren spitzen Hüten mit mehreren Hörnern sind die Figuren als Götter zu erkennen. Die Figur mit Wasserbächen und Fischen, die von seinen Schultern fließen, ist Ea (sumerisch Enki), Gott der unterirdischen Gewässer und der Weisheit. Hinter ihm steht Isimud, sein zweigesichtiger Begleiter. Im Zentrum der Szene steht der Sonnengott Shamash (sumerisch Utu), von dessen Schultern Strahlen aufsteigen. Er bahnt sich seinen Weg durch die Berge, um im Morgengrauen aufzustehen.

### Kulturelles Erbe
Der Einfluss der sumerischen Kultur auf die späteren mesopotamischen Kulturen war sehr groß. Ein sumerisches Sprichwort, das in altbabylonischen Schreiberschulen auf Sumerisch gelernt wurde, lautete: „Ein Schreiber, der kein Sumerisch kann, was für ein Schreiber ist das?“. Aus heutiger Sicht wären vor allem zu nennen, die erste Erfindung der Schrift (spätere Erfindungen von Schriftsystemen, insbesondere in Mittelamerika waren sicher oder wahrscheinlich unabhängig davon). Sodann die ersten geschriebenen Gesetze und die älteste schriftlich fixierte Literatur. Auch die Anfänge der Mathematik kann man Sumer zuschreiben. Das sumerische Sexagesimalsystem findet sich heute noch in der Einteilung des Winkels in 360 Grad und der Einteilung von Stunden und Minuten, obwohl die entsprechenden Zeit- und Winkeleinheiten erst später entwickelt wurden. Außerdem hat Sumer eine ungeheure Fülle von schriftlichen Informationen hinterlassen, wie wir sie für keine andere so ferne Kultur haben.